# Boleslas d'Oleśnica
 (novembre 2021).
Si vous disposez d'ouvrages ou d'articles de référence ou si vous connaissez des sites web de qualité traitant du thème abordé ici, merci de compléter l'article en donnant les références utiles à sa vérifiabilité et en les liant à la section « Notes et références ».
Boleslas d’Oleśnica (en polonais Bolesław oleśnicki), appelé parfois Bolko d’Oleśnica (Bolko Oleśnicki), de la dynastie des Piasts, est né entre 1293 et 1296, et est mort en 1320 ou en 1321.

## Titres
De 1309 à 1312, avec ses frères, il règne sur le duché de Głogów et Żagań, ainsi que sur le duché de Grande-Pologne, territoires qu’ils ont hérités de leur père. De 1312 à 1313, avec son frère Conrad Ier d’Oleśnica, il est duc d’Oleśnica, Namysłów, Gniezno et Kalisz. De 1313 à 1314, il est duc de Gniezno. À partir de 1313, il devient duc d’Oleśnica.

## Biographie
Boleslas d’Oleśnica est le troisième fils d’Henri III de Głogów et de Mathilde de Brunswick. Il est le frère d’Henri IV le Fidèle, de Conrad Ier d’Oleśnica, de Jean de Ścinawa et de Przemko II de Głogów. Lorsque son père décède, Boleslas et ses frères se retrouvent sous la protection de leur mère qui assure la régence jusqu’en 1312. Le 3 mars 1310 à Berlin, Boleslas participe, avec ses frères aînés Conrad et Henri, au congrès sur la Poméranie de Gdańsk qu’ils vendent au margrave Hermann Ier. Dans le souci d’avoir de bonnes relations avec le Brandebourg, ils offrent en gage les régions de Krosno Odrzańskie et de Żagań au margrave (ils récupéreront ces territoires en 1319).
Boleslas est déclaré majeur en 1312. Le 29 février 1312, l’héritage de son père est divisé. Conrad et Boleslas obtiennent la partie orientale du duché paternel (avec Oleśnica, Namysłów et Kluczbork) ainsi que les régions de Kalisz et de Gniezno. Henri, Jean et Przemko reçoivent les régions de Głogów, de Ścinawa, de Żagań et de Grande-Pologne. Leur mère conserve Głogów. La bonne entente de Boleslas avec son frère ne dure pas un an. En 1313, les deux frères se séparent et Boleslas conserve Oleśnica et Gniezno.
La situation des héritiers d’Henri III est précaire. D’un côté, les ducs de Legnica (Henri VI le Bon et Boleslas III le Prodigue) revendiquent une partie de l’héritage d’Henri III. De l’autre côté, Ladislas le Bref menace toujours de conquérir toute la Grande Pologne. Un accord de paix est conclu avec les ducs de Legnica le 8 janvier 1317. En échange de l’arrêt des hostilités, les enfants d’Henri III cèdent la région comprise entre l’Oder et la Wołów (avec Uraz et Lubiąż). Pendant ce temps, s’appuyant sur la noblesse locale qui s’oppose à un démembrement des territoires d’Henri III, Ladislas Ier le Bref s’empare de la plus grande partie de la Grande Pologne. Les enfants d’Henri III ne conservent qu’un petit territoire situé près de l’Obra. Ils perdront ce territoire en 1332, à l’exception de Wschowa (qui sera perdu par Henri V de Fer).

## Décès et succession
Boleslas d’Oleśnica meurt entre mai 1320 et avril 1321. Il est inhumé dans la nécropole des Piasts de Silésie qui se trouve au monastère cistercien de Trzebnica. N’ayant pas de fils, son décès est suivi d’une guerre de succession pour occuper le trône d’Oleśnica.